# The System Works for Them
The System Works for Them è il primo album studio degli Aus-Rotten  è un album punk rock che si distingue per il suo impegno politico e sociale. Pubblicato nel 1997, l'album rappresenta un punto di vista fortemente anarchico e anticapitalista, con testi che affrontano questioni come l'ingiustizia sociale, la disuguaglianza economica, l'oppressione, la corruzione governativa e altri temi politici rilevanti. La band Aus-Rotten ha utilizzato la sua musica come veicolo per esprimere una critica radicale al sistema e alle istituzioni, cercando di stimolare la consapevolezza politica e sociale tra i suoi ascoltatori.
L'album "The System Works... for Them" è caratterizzato da un suono punk crudo e aggressivo, con chitarre distorte e ritmi frenetici. Le canzoni sono veicoli per i testi di protesta e ribellione, che spesso sono inno all'attivismo politico e alla lotta per un mondo migliore. Le tracce dell'album riflettono l'ideologia della band e la loro convinzione che il sistema vigente lavora a vantaggio di pochi a discapito della maggioranza.
Questo album ha ottenuto una considerevole attenzione nella scena punk politica e ha avuto un impatto duraturo. Gli Aus-Rotten sono stati conosciuti per la loro passione e la loro dedizione a combattere le ingiustizie, e "The System Works... for Them" è un esempio evidente di come la musica possa essere utilizzata come mezzo per trasmettere messaggi politici e sociali significativi.

## Tracce
1. The System Works for Them
2. The Battlefields Still Read
3. When You Support Those Fucking Bastards
4. American Ethic
5. No Justice, No Peace
6. Too Little, Too Late
7. Poison Corporations
8. Tedium
9. B.A.T.F.
10. The Crucifix and the Flag
11. The Flag Will Cover Coffins